# Puech-Baurès
Pour les articles homonymes, voir Puech et Baurès.
Puech-Baurès est une ancienne commune française de l'Aveyron. En 1837, la commune a été supprimée. Elle est alors réunie à la commune d'Onet-le-Château, en même temps que Cabaniols, Le Causse-d'Is, Floirac, Limoux, Saint-Mayme et Vabre.